# Isaac Salomon Anspach
Isaac Salomon Anspach (* 12. Juni 1746 in Genf; † 19. Januar 1825 in Céligny) war ein Schweizer evangelischer Geistlicher und Politiker.

## Leben

### Familie
Isaac Salomon Anspach war der Sohn des aus der Pfalz stammenden gleichnamigen Strumpffabrikanten Isaac Salomon (* 1708 in Schwabenheim; † 1757 in Céligny) und dessen Ehefrau Françoise (geb. Leynadier).
Er war seit 1776 mit Aimée, Tochter von Augustin Papet verheiratet, gemeinsam hatten sie einen Sohn:
- François Anspach (* 8. Oktober 1784 in Brüssel; † 8. Juni 1858 ebenda), Politiker und Vater des späteren Brüsseler Bürgermeisters Jules Anspach.

### Ausbildung
Isaac Salomon Anspach immatrikulierte sich an der Académie de Genève zu einem Theologiestudium.

### Werdegang
Nach Beendigung des Studiums wurde Isaac Salomon Anspach 1774 im Pfarramt eingesetzt.
Seit 1775 war er Lehrer am Collège de Genève (heute: Collège Calvin), bis er, nach der Niederlage der Représentants (Bürger, welche Beschwerden gegen die Regierung erhoben hatten), 1782 abgesetzt wurde (siehe auch Geschichte des Kantons Genf); gemeinsam mit ihm wurde auch Jacob Vernes abgesetzt und ins Exil gesandt.
Von 1783 bis 1789 war er Pfarrer der Genfer Gemeinde im Brüsseler Exil, die sich dort in grosser Zahl niedergelassen hatte. Er war dann von 1790 bis 1794 als Pfarrer in Petit-Saconnex bei Genf, bevor er im Februar 1794 zum Generalstaatsanwalt gewählt wurde; das Amt entsprach dem Regierungsoberhaupt des Kantons Genf und war nicht mit dem juristischen Amt gleichzusetzen. Er beendete das Amt im Januar 1796 durch seine Demission.
Von Dezember 1795 bis 1815 war er erneut Pfarrer in Cartigny und Avully.
Von 1815 bis zu seinem Tod war er im Amt des Rektors des Collège de Genève.

### Politisches Wirken
Isaac Salomon Anspach war während der Revolution im Dezember 1792 Mitglied des provisorischen Verwaltungskomitees, ein Revolutionsausschuss, der die Exekutive der Stadtrepublik innehatte;  von Februar 1793 war er Abgeordneter der Nationalversammlung und Hauptautor der Verfassung, in der alle Klassenunterschiede aufgehoben und Gewaltentrennung, die Volkssouveränität und die direkte Demokratie eingeführt wurden.  Die Verfassung wurde durch den Nationalkonvent eingebracht und am 5. Februar 1794 angenommen.

## Schriften (Auswahl)
- Motion Faite Par Le Citoyen Anspach A L'Assemblée Nationale, le Lundi 27 Mai 1793. 1793.
- Discours Du Citoyen Isaac-Salomon Anspach, prononcé le 28 Juin 1793 à la fête de l'anniversaire de la naissance de J. J. Rousseau. 1793.
- Dialogue Sur Les Sections, Entre Misotome Et Tomiphile. 27 Septembre 1793. 1793.
- Sermon de jeûne: Prov. 14, 34. 1795.